# Israel Rodrigues Barcelos
Israel Rodrigues Barcelos (Pelotas, 1817 — Porto Alegre, 6 de outubro de 1890) foi um político brasileiro.
Casado com Maria Josefa Bandeira Freire (filha do coronel da Guarda Nacional Vicente Ferrer da Silva Freire, assassinado pelos rebeldes na Revolução Farroupilha, e neta de Rafael Pinto Bandeira) e formado pela Faculdade de Direito de São Paulo em 1838, retornou ao Rio Grande do Sul e fixou residência em Porto Alegre.
Em 1848 assumiu a chefia do Partido Conservador. Foi deputado à Assembléia Provincial (1846/63, 1869/70) e depois deputado geral (1848/49, 1861/64), tendo vivido na Corte brasileira nesse período.
Foi presidente interino da província do Rio Grande do Sul, de 1 de agosto a 16 de setembro de 1868 e de 20 de maio a 14 de junho de 1869.